# Kangxi-kejsaren
Kangxi-kejsaren (kinesiska: 康熙帝, Kāngxīdì; manchuiska: Elhe taifin), egentligt namn Xuányè (玄燁), född 4 maj 1654, död 20 december 1722, var den fjärde kejsaren av Qingdynastin, men den andre Qing-kejsaren som härskade över hela Kina, från 1661 till 1722. Han är känd som en av den kinesiska historiens mest betydande kejsare.

## Förmyndarskap
Xuanye var Shunzhi-kejsarens tredje son och ett bidragande skäl till att han blev korad till tronföljare var att han överlevt smittkoppor som barn och därför var immun mot en sjukdom som då skördade många liv bland manchuer och mongoler – inte minst Xuanyes egen far som avled i sjukdomen. Han blev kejsare vid sju års ålder med regeringstiteln Kangxi och efter instruktioner från hans fader styrdes riket av ett råd av fyra prinsregenter, Oboi, Sonin, Ebilun och Suksaha. Efterhand framstod Oboi som den starkaste av de fyra och blev i realiteten Kinas härskare. När Kangxi var fjorton år gammal 1667 avsatte han Oboi med bistånd av sin farmor, den mäktiga änkekejsarinnan Xiaozhuang.

## Konsolidering av Qingväldet
Som regent spelade Kangxi en viktig roll för att konsolidera Qingdynastins välde över det egentliga Kina samt över andra territorier som Mongoliet och Taiwan. 1673–1681 undertryckte hans trupper de "tre förläningarnas uppror" i södra Kina, vilket ledde till att Qingdynastin fick direkt kontroll över hela det egentliga Kina och att garnisoner ur de Åtta fänikorna placerades i södra Kina.
1684 intogs Taiwan från Minglojalister som hållit ön sedan Koxinga erövrat den från holländarna 1661. Under 1680-talet ledde kejsaren personligen kampanjer mot den Zungarernas ledare Galdan, som hade ockuperat khalkha-mongolernas land. Kriget ledde till att khalkha-mongolerna föll i armarna på Qing och att Yttre Mongoliet föll under Qingväldet.

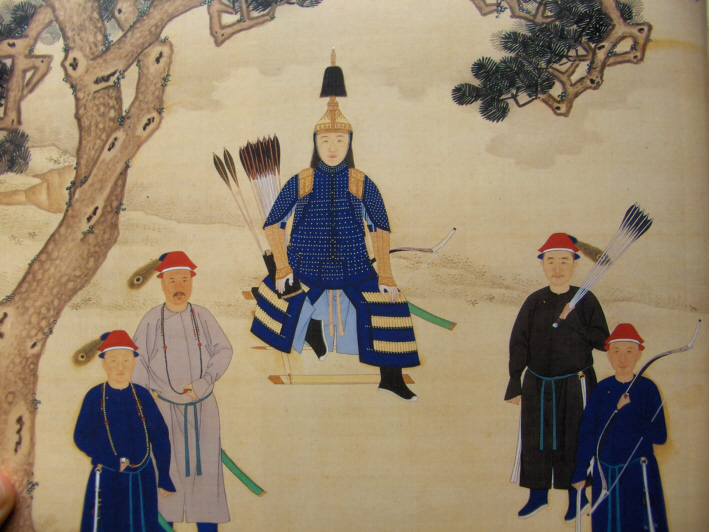
Kangxi i rustning

Under Kangxi hade Kina sitt första krig med Ryssland, vilket slutade genom Fördraget i Nertjinsk (1689). Ryssland fick tillåtelse att årligen sända en karavan till Peking dels för handelsändamål, dels för att överbringa den tribut i skänker, som landet åtagit sig att erlägga Qingdynastin. 1660 fick fransmännen och 1670 engelsmännen rätt att handla i Kina.
Kangxi sammanhöll med kraft sitt rike, genom en väl ordnad kurirpost möjliggjordes en stark centralisering av förvaltningen.

## Kulturella projekt
Kangxi bidrog även mycket till den kinesiska litteraturen, förberedde den stora encyklopedin Qinding tushu jicheng (欽定圖書集成) (utkom 1725), och han utgav det heliga ediktet, innehållande etiska och politiska regler. Under hans överinseende sammanställdes också Kangxi-ordboken år 1710–1716, som fortfarande är ett standardverk för kinesiska tecken.
Kangxi gynnade jesuiterna och lät sig själv undervisas av dem. Fransmannen Jean-François Gerbillon fick lära honom bruket av matematiska instrument och blev senare hans ständiga följeslagare. Gerbillon användes till och med vid politiska förhandlingar (till exempel med Ryssland). Men även åt andra jesuiter gav kejsaren betydande uppdrag, bland annat som föreståndare för observatoriet i Peking och presidenter för matematiska byrån. De fick också jättearbetet att kartografiskt uppmäta Kina. Dessutom fick de leda de ateljéer för 27 olika tekniska och mekaniska yrkesgrenar – såsom bronsgjutning, urmakeri, tillverkning av optiska instrument, glasblåsning och så vidare – som kejsaren år 1680 lät inrätta i sitt palats.
Hans regeringstid på 61 år gör honom till den kinesiska kejsare som suttit längst på tronen.